# Lipowina
Lipowina, indtil 1946 kendt som Lindenau, er en landsby i det nordlige Polen.
Lipowina ligger ca. 71 kilometer nordvest for byen Olsztyn tæt ved grænsen til den russiske eksklave Kaliningrad. Landsbyen har et indbyggertal på 892 indbyggere og blev nævnt første gang i 1339 . Den lå indtil afslutningen af Anden Verdenskrig i den tyske provins Østpreussen.
Den danske konge Christian 9.'s far, hertug Vilhelm af Slesvig-Holsten-Sønderborg-Glücksborg, blev født i landsbyen i 1785.